# Figura naturale
In araldica la figura naturale è quella che rappresenta i corpi e gli oggetti che si trovano in natura.

## Elenco
Tra esse si trovano:
- figure naturali «giuste»[non chiaro]:
  - Aquila
  - Leone
  - Leopardo
- Vegetali
- Animali
- Astri
  - Cometa
  - Crescente
  - Luna
  - Mezzaluna
  - Ombra di sole
  - Sole
  - Stella
- Elementi naturali
  - Aquilone (vento)
  - Arcobaleno
  - Colle
  - Fiamma
  - Fiume
  - Fulmine
  - Mare
  - Monte
  - Riviera
  - Rupe
  - Scoglio
  - Vento
  - Vetta
  - Vulcano
- Esseri umani
  - Cavaliere
  - Guerriero
  - Pellegrino
- Figure umane particolari
  - Selvatico
- Esseri celesti
  - Angelo
  - Angioletto
  - Cherubino
  - Cupido
  - Mercurio
  - Occhio della Provvidenza
  - Serafino
- Parti del corpo (di tutti gli esseri animati)
  - Avambraccio
  - Braccio
  - Braccio sinistro
  - Branca
  - Cuore
  - Destrocherio
  - Fede
  - Lagrima
  - Mano
  - Palco (di corna)
  - Spoglia